# Xavier Barachet
Xavier Barachet (ur. 19 listopada 1988 w Nicei) – francuski piłkarz ręczny, reprezentant kraju.
Od 2014 roku jest zawodnikiem Paris Saint-Germain Handball. Gra na pozycji prawego rozgrywającego.
W reprezentacji kraju debiutował 10 stycznia 2009 roku w meczu przeciwko Algierii.
Dwukrotny mistrz Świata.
W 2009 roku w Chorwacji wywalczył mistrzostwo Świata. W finale ekipa Francji pokonała Chorwację 24:19.
W 2011 r. również został mistrzem Świata. Turniej odbywał się w Szwecji.
Mistrz Europy z Austrii w 2010 r.

## Sukcesy

### reprezentacyjne
- Letnie Igrzyska Olimpijskie
  -  2012
- Mistrzostwa Świata:
  -  2009, 2011, 2015
- Mistrzostwa Europy:
  -  2010

### klubowe
- Mistrzostwa Francji:
  -  2008, 2009, 2010
- Liga Mistrzów:
  -  2016